# 王庆粉
王庆粉（1957年—），女性，甘肃环县人，汉族，中华人民共和国政治人物、第十一届全国人民代表大会甘肃地区代表。
她毕业于平凉农学院畜牧兽医专业。曾任甘肃省庆阳市农牧局畜牧兽医科副科长。2008年至2013年担任全国人大代表。